# Phlin
Pour l’article ayant un titre homophone, voir Flin.
Phlin est une commune française située dans le département de Meurthe-et-Moselle, en région Grand Est.

## Géographie
Cette commune fut un village-frontière avec l'Allemagne entre 1871 et 1918.
|                   | Sailly-Achâtel Moselle | Vulmont Moselle     |
| Mailly-sur-Seille | Phlin                  |                     |
| Abaucourt         |                        | Thézey-Saint-Martin |

### Hydrographie
La commune est dans le bassin versant du Rhin au sein du bassin Rhin-Meuse. Elle est drainée par la Seille,.
La Seille, d'une longueur de 138 km, prend sa source dans la commune de Maizières-lès-Vic et se jette  dans divers bras mort de la Moselle à Metz, après avoir traversé 57 communes. Les caractéristiques hydrologiques de la Seille sont données par la station hydrologique située sur la commune de Nomeny. Le débit moyen mensuel est de 7,55 m3/s. Le débit moyen journalier maximum est de 120 m3/s, atteint lors de la crue du 31 décembre 2001. Le débit instantané maximal est quant à lui de 125 m3/s, atteint le même jour.

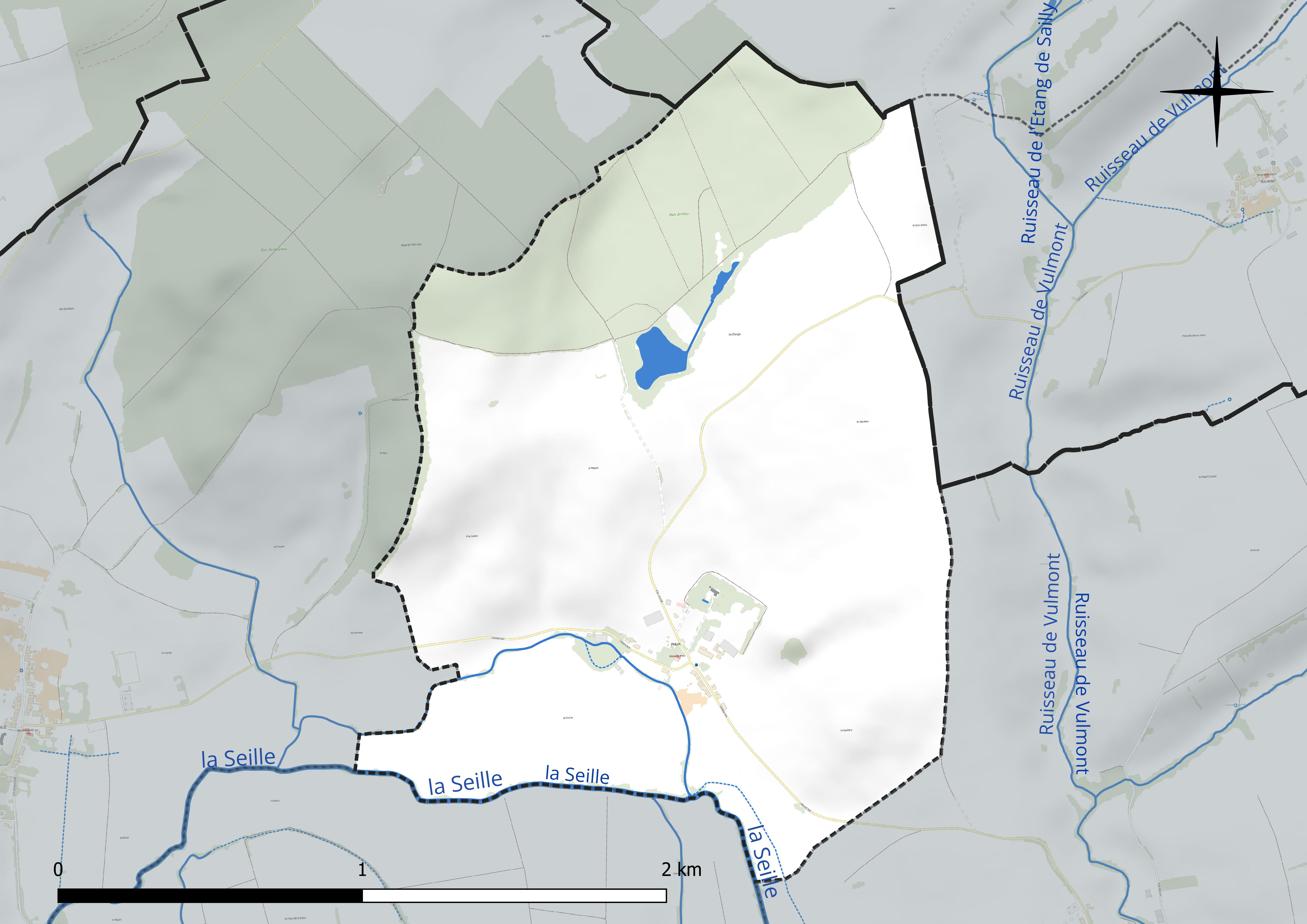
Réseau hydrographique de Phlin.

### Climat
Pour des articles plus généraux, voir Climat du Grand Est et Climat de Meurthe-et-Moselle.
En 2010, le climat de la commune est de type climat océanique dégradé des plaines du Centre et du Nord, selon une étude du Centre national de la recherche scientifique s'appuyant sur une série de données couvrant la période 1971-2000. En 2020, Météo-France publie une typologie des climats de la France métropolitaine dans laquelle la commune est exposée à un climat semi-continental et est dans la région climatique  Lorraine, plateau de Langres, Morvan, caractérisée par un hiver rude (1,5 °C), des vents modérés et des brouillards fréquents en automne et hiver. 
Pour la période 1971-2000, la température annuelle moyenne est de 9,9 °C, avec une amplitude thermique annuelle de 16,9 °C. Le cumul annuel moyen de précipitations est de 763 mm, avec 12 jours de précipitations en janvier et 9,1 jours en juillet. Pour la période 1991-2020, la température moyenne annuelle observée sur la station météorologique de Météo-France la plus proche, « M.n.l. », sur la commune de Goin à 9 km à vol d'oiseau, est de 10,7 °C et le cumul annuel moyen de précipitations est de 678,8 mm. 
La température maximale relevée sur cette station est de 39,5 °C, atteinte le 24 juillet 2019 ; la température minimale est de −16,3 °C, atteinte le 2 janvier 1997,,. 
Les paramètres climatiques de la commune ont été estimés pour le milieu du siècle (2041-2070) selon différents scénarios d'émission de gaz à effet de serre à partir des nouvelles projections climatiques de référence DRIAS-2020. Ils sont consultables sur un site dédié publié par Météo-France en novembre 2022.

## Urbanisme

### Typologie
Au 1er janvier 2024, Phlin est catégorisée commune rurale à habitat très dispersé, selon la nouvelle grille communale de densité à sept niveaux définie par l'Insee en 2022.
Elle est située hors unité urbaine et hors attraction des villes,.

### Occupation des sols
L'occupation des sols de la commune, telle qu'elle ressort de la base de données européenne d’occupation biophysique des sols Corine Land Cover (CLC), est marquée par l'importance des territoires agricoles (78,8 % en 2018), une proportion identique à celle de 1990 (78,8 %). La répartition détaillée en 2018 est la suivante : terres arables (56 %), prairies (22,8 %), forêts (21,2 %). L'évolution de l’occupation des sols de la commune et de ses infrastructures peut être observée sur les différentes représentations cartographiques du territoire : la carte de Cassini (XVIIIe siècle), la carte d'état-major (1820-1866) et les cartes ou photos aériennes de l'IGN pour la période actuelle (1950 à aujourd'hui).

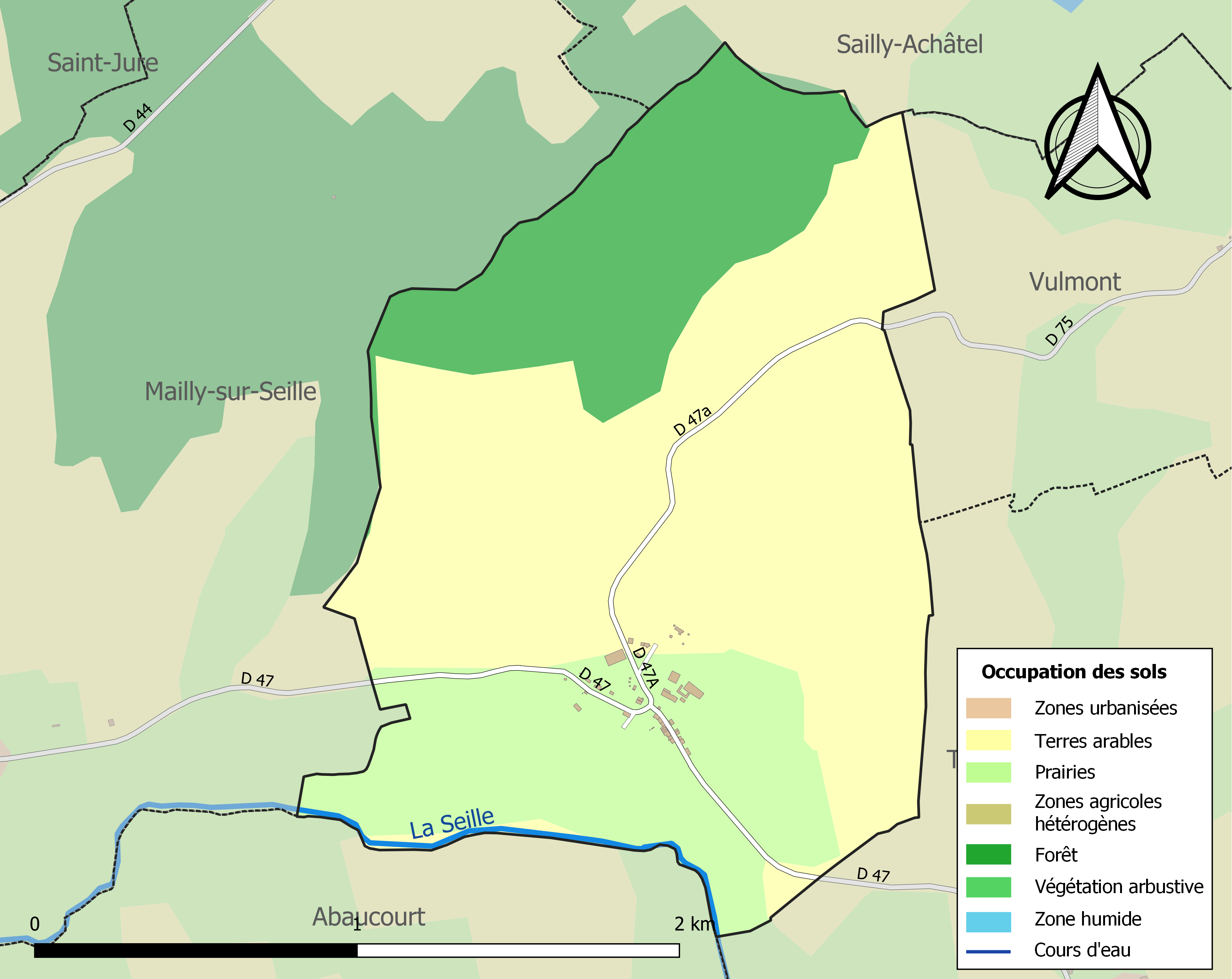
Carte des infrastructures et de l'occupation des sols de la commune en 2018 (CLC).

## Toponymie
Le nom de la localité est attesté sous les formes Locus qui Filis dicitur (1158) ; Felix (1261) ; Felin en Saulnois (1333) ; Forteresse de Phelin (1487) ; Phlin (1793), Flin (1801).

Locus qui Filis dicitur en 1158 : « Le lieu-dit Filis » . Peut-être issu du nom de personne Filis,  issu de la forme courte du nom de personne d'origine germanique Filiberht, composé de fili et berht. Variation de Philis, représentant la forme courte de Philibert.

## Histoire
- Présence gallo-romaine du bas Empire. Le fief de Phlin relevait du marquisat de Pont-à-Mousson.
- Dommages au cours de la guerre 1914-1918.

Phlin, appelée successivement Filicionis curtis en 775, Felis en 1158, Félix, Félin en 1243 et 1327, Felain en 1463, Flin ou Félin en 1530 et 1580, et ensuite Phlin, est un village situé sur la Seille à 6 km de Nomeny et à 10 de Delme ; son territoire, enclavé dans la principauté épiscopale de Metz, comprenait un fief, qui relevait des comtes de Bar, et le village qui dépendait des évêques de Metz. 
- Les familles principales qui possédèrent ce fief, érigé probablement au XIIIe siècle, furent :

1. La famille de Phlin ou Félin, de 1240 à 1400. Phlin a été la seigneurie d'un Felin chevalier. Colard est le premier maillon connu de cette famille. Il est descendant des seigneurs de Finstingen (Fénétrange) et de Créhange. En 1246, Jacob de Félin, évêque de Metz, reçoit de Colard de Felin l'abbaye de Saint-Martin de Glandières (Longeville-Les-Saint-Avold). Apparaissent également,le chevalier Simon de Felin en 1277, le chevalier Jean de Felin en 1380, ainsi que Gérard de Felin en 1327, écuyer au service de la ville de Metz. Celui-ci aura trois filles dont Alix mariée à Henry III de Chérisey. Ainsi s'éteindra cette famille dont la seigneurie passera aux Chérisey.
2. Les familles de Chérisey et de Liocourt, de 1400 à 1500. Henri III de Chérisey fut inhumé avec son épouse et leur fils Bertrand à la chapelle du prieuré de Phlin appartenant aux Prémontrés de Sainte-Marie qui faisaient desservir la chapelle par un prêtre du voisinage ; à ce prieuré étaient attachés une ferme, plusieurs maisons et le droit de pêche dans la Seille. Cette chapelle a vraisemblablement été détruite durant la guerre de Trente Ans puis en 1779. Simon de Chérisey, frère de Bertrand, aussi dénommé Simon de Félin, sera nommé abbé de Saint-Arnould de Metz en avril 1419.
3. Les familles d'Hunolstein et de Gennes, de 1500 à 1719.
4. La famille Le Duchat de Rurange, de 1719 à 1780.
5. La famille de Domgermain, de 1780 à 1858 qui fit reconstruire l'église.
6. La famille de la Salle.

Les seigneurs de Phlin, qui relevaient des comtes de Bar pour la maison forte et des évêques de Metz pour la vouerie du village, possédaient les droits de haute, moyenne et basse justice, création d'officiers, potence et signe patibulaire, rivière, étangs, four banal, colombier, amendes, sauf appel au bailliage de Saint-Mihiel ; les habitants des terre et village de Phlin, en dehors des redevances et corvées habituelles, étaient tenus de faire le guet et la garde ordinaire en la Maison forte.

## Politique et administration
| Période                                  | Période                      | Identité                                       | Étiquette | Qualité                                         |
| ---------------------------------------- | ---------------------------- | ---------------------------------------------- | --------- | ----------------------------------------------- |
| Les données manquantes sont à compléter. |                              |                                                |           |                                                 |
| 1966                                     | 1983                         | Albert Stemart                                 |           |                                                 |
| mars 1983                                | mars 2001                    | Jean-Marie Stemart                             |           |                                                 |
| mars 2001                                | En cours (au 3 juillet 2020) | Olivier Michel, Réélu pour le mandat 2020-2026 |           | Personnel des services directs aux particuliers |

## Population et société

### Démographie
L'évolution du nombre d'habitants est connue à travers les recensements de la population effectués dans la commune depuis 1793. Pour les communes de moins de 10 000 habitants, une enquête de recensement portant sur toute la population est réalisée tous les cinq ans, les populations de référence des années intermédiaires étant quant à elles estimées par interpolation ou extrapolation. Pour la commune, le premier recensement exhaustif entrant dans le cadre du nouveau dispositif a été réalisé en 2007.

En 2022, la commune comptait 41 habitants, en stagnation par rapport à 2016 (Meurthe-et-Moselle : −0,13 %, France hors Mayotte : +2,11 %).
| 1793 | 1800 | 1806 | 1821 | 1831 | 1836 | 1841 | 1846 | 1851 |
| ---- | ---- | ---- | ---- | ---- | ---- | ---- | ---- | ---- |
| 89   | 107  | 140  | 159  | 161  | 152  | 144  | 143  | 163  |

| 1856 | 1861 | 1872 | 1876 | 1881 | 1886 | 1891 | 1896 | 1901 |
| ---- | ---- | ---- | ---- | ---- | ---- | ---- | ---- | ---- |
| 195  | 209  | 158  | 170  | 139  | 156  | 141  | 112  | 111  |

| 1906 | 1911 | 1921 | 1926 | 1931 | 1936 | 1946 | 1954 | 1962 |
| ---- | ---- | ---- | ---- | ---- | ---- | ---- | ---- | ---- |
| 141  | 117  | 67   | 72   | 63   | 49   | 45   | 48   | 40   |

| 1968 | 1975 | 1982 | 1990 | 1999 | 2006 | 2007 | 2012 | 2017 |
| ---- | ---- | ---- | ---- | ---- | ---- | ---- | ---- | ---- |
| 48   | 30   | 35   | 39   | 38   | 42   | 43   | 39   | 42   |

| 2022 | - | - | - | - | - | - | - | - |
| ---- | - | - | - | - | - | - | - | - |
| 41   | - | - | - | - | - | - | - | - |

## Culture locale et patrimoine

### Lieux et monuments
- Vestiges de la maison forte à l'est du village, mentionnée en 1332, transformée en 1860, très endommagée en 1914-1918.
- Église de l'Assomption, construite en 1779, remaniée, partiellement reconstruite en 1924.

### Héraldique
| Blason de Phlin | Blason  | D'hermine au lion de gueules, armé, lampassé et couronné d'or. |
| Blason de Phlin | Détails | Le statut officiel du blason reste à déterminer.               |